# 基蒂利吉納河
基蒂利吉納河（俄语：Китильгина река）是俄羅斯的河流，位於堪察加半島，河道全長約140公里，流域面積28.4平方公里，河水主要來自融雪和雨水，是鮭魚的產卵地。